# Lytechinus semituberculatus
Espèce
L'oursin vert des Galápagos (Lytechinus semituberculatus) est une espèce d’oursins tropicaux de la famille des Toxopneustidae.

## Description
C'est un oursin régulier de forme arrondie et aplatie, dépassant rarement des 5 cm de diamètre. Sa couleur d'un vert bouteille vif le rend facile à identifier. Ses radioles (piquants) pointues sont nombreuses et densément réparties mais courtes. Elles sont cependant absentes de cinq bandes nues réparties en étoile rayonnant depuis le sommet de l'animal (l'« apex », où se trouvent l'anus et les orifices reproducteurs), qui sont appelées « aires ambulacraires » et d'où partent de nombreux podia gris.
Ils ressemblent beaucoup à leurs proches cousins Lytechinus panamensis, et en sont d'ailleurs très proches génétiquement.

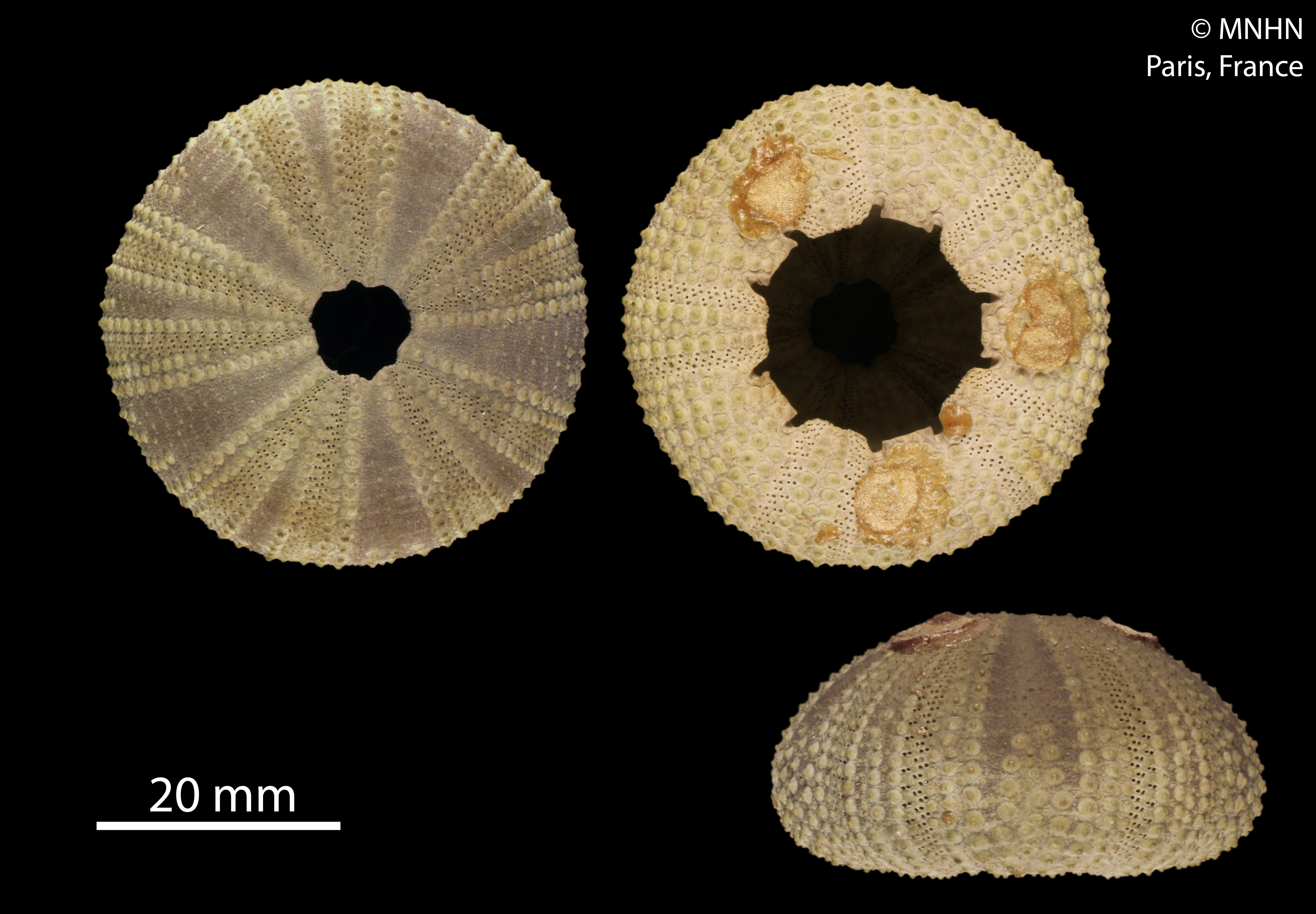
Test (MNHN)

## Habitat et répartition
Cet oursin vit sur les fonds rocheux près de la surface dans le Pacifique sud-est, principalement aux îles Galápagos.

## Écologie et comportement
La reproduction est gonochorique, et mâles et femelles relâchent leurs gamètes en même temps en pleine eau, où œufs puis larves vont évoluer parmi le plancton pendant quelques semaines avant de se fixer.
Cet oursin est un important brouteur d'algues aux Galápagos, où il entre dans une compétition complexe avec l'oursin lance Eucidaris thouarsii.